# 西多摩新聞
西多摩新聞（にしたましんぶん）は、株式会社西多摩新聞社によって東京都西多摩地域を対象に発行されている地域新聞である。1950年（昭和25年）6月に創刊され、1983年（昭和58年）に法人化した。発行部数は創刊当時が1,000部、創刊50周年の2000年（平成12年）10月時点では20,000部。
ブランケット判8ページ程度で、毎週金曜日発行。購読料は半年で5,940円、1年間で11,880円。

## 関連会社
- 株式会社交運社
- トヨタS&D西東京株式会社
- 株式会社トヨタレンタリース多摩
- 株式会社シュテルン西多摩
- 多摩ケーブルネットワーク株式会社